# 光榮使命 (洛基第一季)
〈光榮使命〉（英語：Glorious Purpose）是美國超級英雄類型的網路影集《洛基》的首播集，本集由麥可·沃爾德倫編劇，凱特·赫倫執導，於2021年6月9日在Disney+首播。本集为漫威電影宇宙的系列作品之一，與漫威電影宇宙系列電影處於同一架空世界和共同世界。湯姆·希德斯頓繼續飾演漫威電影宇宙系列電影中的角色洛基，主演還包括古古·瑪芭塔-勞、烏米·馬薩庫、尤金·科德爾、塔拉·史壯和歐文·威爾森。

## 劇情
在一條分支時間線中的2012年，洛基於紐約戰役中偷走裝有空間寶石的宇宙魔方。魔方把洛基傳送至蒙古國的戈壁沙漠，洛基隨後被時間變異管理局指派的瞬息特警小隊拘捕。他和魔方均被帶到時間變異管理局。法官拉芙娜·洛斯蕾爾指控洛基涉嫌破壞神聖時間線。洛基辯護稱時間變異管理局更應該逮捕復仇者聯盟，正是因為未來的復仇者聯盟回到2012年進行時光爆竊而讓自己有機可乘。洛斯蕾爾法官稱復仇者聯盟所執行的任務注定要發生，但洛基的逃亡並非如此。洛基拒絕認罪，洛斯蕾爾法官宣判對洛基實施「重置」。探員梅比斯·M·梅比斯解救了即將被刪除的洛基，他認為洛基可以幫忙緝捕危險的變異因子逃犯。
梅比斯通過「時間劇場」回顧洛基過去犯下的罪行（例如D·B·库柏劫机事件等）並質問他的殺戮本性。洛基趁機偷走梅比斯持有的時間扭曲儀並取回宇宙魔方。當洛基看到無限寶石在時間變異管理局內毫無用處之後放棄逃跑，回到時間劇場。洛基觀看了與他有關的未來事件影像，包括養母芙瑞嘉和養父奧丁的死亡以及自己被薩諾斯殺死。洛基認清了自己的本性並同意與梅比斯合作保護神聖時間線，共同面對變異因子逃犯——另一個洛基。
時間變異管理局的四名獵人來到1858年的美國俄克拉荷馬州薩利納處理時間變異事件，卻遭到一名神秘人的攻擊。

## 製作

### 開發
2018年9月，報道稱漫威影業正在為該平台開發數個迷你網路影集，其中包括以洛基為主要角色的影集。2018年11月，迪士尼首席執行官羅伯特·艾格確認該影集正在開發中，湯姆·希德斯頓繼續飾演漫威電影宇宙系列電影中的角色洛基。2019年2月，麥可·沃爾德倫被選定為節目統籌兼執行製片人，並執筆首集劇本。8月，凱特·赫倫被聘為影集導演。麥可·沃爾德倫、凱特·赫倫和主演湯姆·希德斯頓以及漫威影業的凱文·費吉、路易斯·德·埃斯波西托（Louis D'Esposito）、維多莉亞·阿隆索和斯蒂芬·布魯薩德（Stephen Broussard）擔當執行製片人。本集標題為〈光榮使命〉（英語：Glorious Purpose）。

### 選角
本集的主要角色包括湯姆·希德斯頓飾演的洛基、古古·瑪芭塔-勞飾演的拉芙娜·洛斯蕾爾、烏米·馬薩庫飾演的獵人B-15、尤金·科德爾飾演的凱西（Casey）、塔拉·史壯聲演的分鐘小姐和歐文·威爾森飾演的梅比斯·M·梅比斯:46:57–47:36。德里克·魯索客串出演獵人U-92（Hunter U-92）:48:23。
此外，本集開篇使用了2019年電影《復仇者聯盟4：終局之戰》中紐約戰役的相關片段。漫威電影宇宙中此前的數名角色以影像方式出現於本集之中，包括蕾妮·羅素飾演的芙瑞嘉、安東尼·霍普金斯飾演的奧丁、克拉克·格雷格飾演的菲爾·考森和喬許·布洛林飾演的薩諾斯。

### 拍攝
主體拍攝在喬治亞州亞特蘭大的松林製片廠開機:9。凱特·赫倫擔當導演，奧特姆·杜拉德·阿卡波擔當攝影指導:2。製作組開始在亞特蘭大都會區取景拍攝，亞特蘭大馬奎斯萬豪酒店在影集中被布置成時間變異管理局的總部。

### 特效
後期特效製作公司包括、光影魔幻工業（該公司同時製作了本集中的動畫）、和:49:34–49:56。

## 發行
〈光榮使命〉於2021年6月9日在Disney+首播。

## 迴響

### 觀眾收視
稱本集共有300萬用戶在智慧電視上觀看首播集超過五分鐘，首日美國觀看用戶約為89萬，是觀看用戶最多的Disney+原創影集，超過《汪達幻視》的首日觀看用戶數75.9萬和《獵鷹與酷寒戰士》的首日觀看用戶數65.5萬。

### 評價
〈光榮使命〉得到整體好評。根据評論匯總网站爛番茄汇总的36篇评论文章，97%的评论家给予本集正面评价，平均打分为7.7分（满分10分）。

## 備註
1. 1 2  參見2019年電影《復仇者聯盟4：終局之戰》。
2. ↑  參見2013年電影《雷神索爾2：黑暗世界》和2017年電影《雷神索爾3：諸神黃昏》。
3. ↑  參見2018年電影《復仇者聯盟3：無限之戰》。
4. ↑  在第二集中，該神秘人的真實身份確認為洛基的變體[1]。

## 資料來源
1. ↑  Fullerton, Huw. . Radio Times. 2021-06-16  [2021-06-16]. （原始内容存档于2021-06-16） （美国英语）.
2. ↑  Kroll, Justin. . Variety. 2018-09-18  [2018-09-18]. （原始内容存档于2018-09-19） （美国英语）.
3. ↑  Chmielewski, Dawn C.; Hipes, Patrick. . Deadline Hollywood. 2018-11-08  [2018-11-09]. （原始内容存档于2018-11-08） （美国英语）.
4. ↑  Kit, Borys. . The Hollywood Reporter. 2019-02-15  [2019-02-18]. （原始内容存档于2019-02-18） （美国英语）.
5. 1 2  Vejvoda, Jim. . IGN. 2019-08-24  [2019-08-24]. （原始内容存档于2019-08-24） （美国英语）.
6. ↑  Anderson, Jenna. . ComicBook.com. 2021-05-19  [2021-05-19]. （原始内容存档于2021-05-20） （美国英语）.
7. ↑  Adlakha, Siddhant. . IGN. 2021-06-09  [2021-06-09]. （原始内容存档于2021-06-09） （美国英语）.
8. ↑  Sepinwall, Alan. . Rolling Stone. 2021-06-09  [2021-06-09]. （原始内容存档于2021-06-09） （美国英语）.
9. 1 2 3  Waldron, Michael. . . 第1季. 第1集. 2021-06-09  [2021-06-11]. Disney+. （原始内容存档于2021-06-17）.片尾演職員表於45:34開始。
10. 1 2  Davids, Brian. . The Hollywood Reporter. 2021-06-09  [2021-06-09]. （原始内容存档于2021-06-09） （美国英语）.
11. ↑  Singer, Matt. . ScreenCrush. 2021-06-09  [2021-06-09]. （原始内容存档于2021-06-09） （美国英语）.
12. ↑  Morgan, Lauren. . Entertainment Weekly. 2021-06-09  [2021-06-09]. （原始内容存档于2021-06-09） （美国英语）.
13. ↑  Sandberg, Bryn Elise. . The Hollywood Reporter. 2020-07-02  [2020-07-02]. （原始内容存档于2020-07-02） （美国英语）.
14. 1 2   (PDF). Disney Media and Entertainment Distribution.   [2021-06-06]. （原始内容存档 (PDF)于2021-06-06） （美国英语）.
15. ↑  Fisher, Jacob. . Discussing Film. 2019-11-16  [2019-11-17]. （原始内容存档于2019-11-16） （美国英语）.
16. ↑  Walljasper, Matt. . Atlanta. 2020-02-29  [2020-03-02]. （原始内容存档于2020-03-02） （美国英语）.
17. ↑  Whitbrook, James. . io9. 2021-04-05  [2021-04-05]. （原始内容存档于2021-04-05） （美国英语）.
18. ↑  Frei, Vincent. . Art of VFX. 2021-05-19  [2021-06-07]. （原始内容存档于2021-06-07） （美国英语）.
19. ↑  Ramos, Dino-Ray. . Deadline Hollywood. 2021-05-05  [2021-05-05]. （原始内容存档于2021-05-05） （美国英语）.
20. ↑  D'Alessandro, Anthony. . Deadline Hollywood. 2021-06-10  [2021-06-11]. （原始内容存档于2021-06-10） （美国英语）.
21. ↑  . Rotten Tomatoes. Fandango Media.   [2021-08-07] （美国英语）.

## 外部連結
- 互联网电影数据库上光榮使命的资料（英文）
- 漫威官網提供的本集指南 （页面存档备份，存于）
- 漫威官網提供的本集回顧 （页面存档备份，存于）